# Zhong Tianshi
Zhong Tianshi (n. 2 februarie 1991) este o ciclistă chineză, medaliată olimpică. A participat la 2 ediții ale Jocurilor Olimpice (2016, 2020) în care a câștigat două medalii de aur.